# Обеліск (фільм)
«Обеліск» (рос. «Обелиск») — російський радянський художній фільм-драма, знятий режисером Річардом Вікторовим на кіностудії імені Горького у 1976 році, екранізація однойменної повісті Василя Бикова.

## Сюжет
Західна Білорусь. Молодий сільський учитель Алесь Мороз користується заслуженою любов'ю своїх учнів і виховує їх гідними людьми.
Починається німецько-радянська війна. Село окупують німці. Хлопчаки в міру можливостей шкодять нацистам і одного разу через їх шкоду загинув німець — майже випадково. Коли окупанти схопили хлопчаків вчитель йде до партизанів за допомогою, але не отримує її. Німці оголосили, що відпустять їх дітей, якщо вчитель з'явиться сам. Мороз, розуміючи, що йде на вірну смерть, не може залишити учнів.
Після війни один з хлопчаків, що вижив, Павло Міклашевич, сам стає вчителем і довгі роки бореться за відновлення доброго імені Алеся Мороза, який значиться таким, що добровільно здався у полон. Він запрошує в село столичного журналіста, але сам не доживає до зустрічі з ним.

## У ролях
- Євген Карельських - Алесь Мороз
- Ігор Охлупін - Тимофій Ткачук в молодості
- Леонід Охлупін - Тимофій Ткачук в старості
- Олександр Стригальов - Павлик Миклашевич
- Едуард Марцевич - Павло Васильович Миклашевич
- Валерій Носик - журналіст
- Надія Семенцова - Уляна, зв'язкова партизанів
- Ольга Григор'єва
- Михайло Глузський - командир партизанського загону
- Сергій Гурзо - Каїн, поліціянт
- Валентин Грачов - Сивак
- Олександра Денисова - Марія Михайлівна, стара господиня